# Lasaeola tristis hissariensis
Lasaeola tristis hissariensis is een spinnenondersoort in de taxonomische indeling van de kogelspinnen (Theridiidae).
Het dier behoort tot het geslacht Lasaeola. De wetenschappelijke naam van de soort werd voor het eerst geldig gepubliceerd in 1951 door Charitonov.